# قزل علي (خورخورة)
قزل علي (بالفارسية: قزل علی) هي قرية تقع في إيران في قسم خورخورة الريفي. يقدر عدد سكانها بـ 127 نسمة بحسب إحصاء 2016.